# John Small
John Kenneth Small (ur. 20 listopada 1946 w Lumberton, Karolina Północna, zm. 10 grudnia 2012 w Augusta, Georgia) – amerykański zawodnik futbolu amerykańskiego.
Pochodził z rodziny wojskowej. Uczęszczał do szkoły średniej Richmond Academy w Augusta, następnie kontynuował naukę w wojskowym college'u The Citadel w Charleston (Karolina Południowa). Był już wówczas uznanym sportowcem – początkowo baseballista, w szkole średniej zajął się futbolem amerykańskim i w The Citadel zyskał renomę jednego z najlepszych graczy w historii szkoły; w 2003 numer, z którym grał w drużynie akademickiej (The Citadel Bulldogs), zastrzeżono. Uzyskał dyplom z wychowania fizycznego, a w 1970 został w pierwszej rundzie draftu National Football League wybrany przez zespół Atlanta Falcons.
Występował w formacji obronnej jako linebacker. Spędził w NFL łącznie pięć sezonów, w latach 1970–1972 wystąpił w 33 meczach ligowych w barwach Atlanta Falcons, a w latach 1973–1974 rozegrał 14 spotkań jako zawodnik Detroit Lions.
Po zakończeniu kariery sportowej był aktywnym działaczem społeczności lokalnej w Augusta na rzecz pracy z młodzieżą, szczególnie trudną. Był żonaty (żona Lucia), miał czworo dzieci.